# Cochok
Cochok je obec okresu Cunta v Dagestánské republice Ruské federace.

## Charakteristika obce
Obec leží ve výšce 2070 m n. m. v údolí řeky Chаlugajcha, na úpatí Cindajského hřebenu.
S dalšími obcemi chulagajského údolí tvoří vesnický okres Terutli. Počet obyvatel vesnického okresu Terutli se pohybuje okolo 500 lidí. Počet obyvatel samotné obce Udok se pohubuje okolo 100. Z národnostního (etnického) hlediska tvoří převážnou většinu obyvatel Cezové. Dostupnost obce je komplikovaná kvůli vysokohorským podmínkám v zimních měsících a častým sesuvům půdy v letních měsících.
Historie obce je spojená s nedalekou pevností Asach.